# Allium hookeri
Allium hookeri är en amaryllisväxtart som beskrevs av George Henry Kendrick Thwaites. Allium hookeri ingår i släktet lökar, och familjen amaryllisväxter.

## Underarter
Arten delas in i följande underarter:
- A. h. hookeri
- A. h. muliense